# Juru Seberang
Juru Seberang is een bestuurslaag in het regentschap Belitung van de provincie Bangka-Belitung, Indonesië. Juru Seberang telt 2095 inwoners (volkstelling 2010).